# Lokale diensteneconomie
De lokale diensteneconomie is een gesubsidieerd stimulatieprogramma uit de sociale economie in Vlaanderen. Het programma startte in de definitieve vorm op 1 april 2015 en vloeit voort uit de voormalige buurt- en nabijheidsdiensten. 

## Doelstelling
Het programma Lokale diensteneconomie beoogt in hoofdlijnen het volgende :
- Het bieden van een actief en competentieversterkend traject aan mensen die om verschillende redenen een afstand tot de arbeidsmarkt hebben en moeilijk uit de werkloosheid geraken.
- Het zorgen voor een passend dienstenaanbod dat inspeelt op lokale noden en ontwikkelingen waarbij de maatschappelijke meerwaarde centraal staat.
- Het verankeren van de principes van maatschappelijk verantwoord ondernemen in de betreffende diensten.

## Uitvoering en coördinatie
De lokale besturen nemen binnen de lokale diensteneconomie de regierol op zich. Het is hun taak om de lokale noden in een bepaalde regio, bijvoorbeeld mobiliteitsprojecten of huishoudelijke ondersteuning voor gezinnen, te koppelen aan lokale en duurzame tewerkstelling voor de beoogde specifieke kansengroep van mensen die dichter bij de reguliere arbeidsmarkt staan dan bijvoorbeeld de doelgroep van maatwerkbedrijven (de voormalige beschutte en sociale werkplaatsen). Het is de bedoeling dat de deze mensen na een traject van 5 jaar voldoende in staat zijn een reguliere baan te vinden.

## Doelgroepwerknemers
Het programma beoogt de inschakeling van mensen die door allerlei oorzaken een zekere afstand tot de arbeidsmarkt hebben. Het gaat dan bijvoorbeeld om mensen met een zware zorglast, ex-gedetineerden, mensen in armoede of  langdurig werklozen.
Via dit inschakelingstraject wil de overheid deze doelgroepwerknemers weer in staat stellen om volwaardig werk te vinden op de reguliere arbeidsmarkt. Uitgangspunt bij het inschakelingstraject is o.a. doorstroom en dat betekent voor deze groep mensen een begeleidingsperiode van vijf (of uitzonderlijk maximaal zes) jaar waarna in principe, per individu afhankelijk, de overstap gemaakt dient te worden naar een reguliere baan in de maatschappij.

## Werkgevers
Het decreet stelt concrete eisen aan de ondernemingen die inschakelingstrajecten aanbieden. Dit zijn:
- Het aanstellen/tewerkstellen van minimaal vijf voltijdsequivalente doelgroepwerknemers op jaarbasis
- De onderneming dient een rechtsvorm te hebben in de vorm van een vereniging zonder winstoogmerk (vzw), een publiekrechtelijke rechtspersoon, een vennootschap met sociaal oogmerk of een intergemeentelijk samenwerkingsverband met rechtspersoonlijkheid.
- De onderneming dient een transparante en kwalitatieve bedrijfsvoering te hanteren.
- De onderneming is uitbater van lokale diensten. Ondernemingen die naast hun activiteiten in het kader van dit decreet ook andere (commerciële of niet-economische) activiteiten uitoefenen, richten een zogenaamde sui-generisafdeling op.

Voorbeelden van tewerkstellingen zijn sociale restaurants, buurtgerichte kinderopvang, groen- en buurtonderhoud en het uitbaten van fietsenstallingen (fietspunten).
In Vlaanderen zijn anno 2018 225 organisaties actief in de lokale diensteneconomie. Daar werken meer dan 2500 mensen met een afstand tot de arbeidsmarkt of mensen in de omkadering. De Koepel Lokale Diensteneconomie is aangesloten bij Sociare en maakt daardoor deel uit van het netwerk van Verso, de Vereniging voor Social Profit Ondernemingen.